# Vertambitus
Vertambitus is een geslacht van tweekleppigen uit de  familie van de Verticordiidae.

## Soorten
- Vertambitus affinis (Thiele & Jaeckel, 1931)
- Vertambitus cuneatus (Kuroda, 1952)
- Vertambitus excoriatus (Poutiers, 1984)
- Vertambitus torridus (Hedley, 1906)
- Vertambitus triangularis (Locard, 1898)
- Vertambitus vadosus (Hedley, 1907)